# Greenbrier Ghost

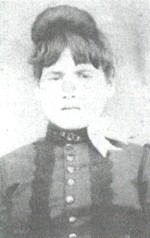
Zona Heaster Shue, vor 1897

Als Greenbrier Ghost wird der angebliche Geist einer jungen Frau bezeichnet, die 1897 im Greenbrier County im US-Bundesstaat West Virginia verstarb.
Ursprünglich als natürlicher Tod beurteilt, entschied ein Gericht später auf Mord durch den Ehemann, nachdem die Mutter des Opfers aussagte, der Geist ihrer Tochter habe ihr die wahre Todesursache enthüllt.

## Hintergrund
Das spätere Opfer Elva Zona Heaster wurde im Greenbrier County um 1873 geboren, wuchs in der Nähe von Richlands auf und wurde 1895 Mutter eines unehelichen Kindes. Im Oktober 1896 machte Zona die Bekanntschaft von Edward Stribbling Trout Shue, kurz nachdem dieser sich in Greenbrier County niedergelassen und Arbeit im Geschäft eines James Crookshanks gefunden hatte. Die beiden verliebten sich und heirateten trotz des Einspruchs von Zonas Mutter Mary Jane Heaster, die eine Abneigung gegen Shue hatte.
Am 23. Januar 1897 wurde von einem Jungen, der von Shue wegen einer Besorgung zu ihrem Haus geschickt worden war, Zonas Leiche ausgestreckt am Fuß der Treppe gefunden. Etwa eine Stunde später traf der von der Mutter des Jungen informierte Arzt und Coroner, George W. Knapp ein. In dieser Zeit hatte der mittlerweile eingetroffene Ehemann Zonas den Körper seiner Frau im oberen Stock auf das Bett gelegt, mit einem hochgeschlossenen Kleid mit steifem Kragen angekleidet und ihr Gesicht mit einem Schleier bedeckt. Dies war ungewöhnlich, da traditionell die Leichenwäsche und Einkleidung für die Beerdigung von den Frauen der Gemeinde übernommen wurde. Während der Leichenschau durch den Coroner wiegte Shue schluchzend den Kopf seiner Frau. Als der Arzt Blutergüsse am Hals der Leiche entdeckte, reagierte Shue so heftig, dass er die Untersuchung beendete und das Haus verließ. Anfänglich wurde als Todesursache von Zona „anhaltende Schwäche“ aufgeführt; später wurde dies in „Geburt“ geändert. Knapp hatte sie zwei Wochen vor ihrem Tod wegen „Frauenbeschwerden“ behandelt, aber ob sie schwanger war oder nicht, ist unbekannt. Als Zonas Eltern kurz darauf über ihren Tod informiert wurden, soll ihre Mutter Mary Jane Heaster gesagt haben, dass „der Teufel sie getötet habe“.
Zonas Leiche wurde im Haus ihrer Eltern aufgebahrt. Auf dem Weg dorthin blieb ihr Ehemann an der Spitze des offenen Sarges. Während der Totenwache erregte sein Benehmen, das von überwältigender Traurigkeit zu unglaublicher Energie wechselte, bald Misstrauen. Er ließ niemanden dem Sarg nahe kommen, besonders nicht, während er ein Kissen auf eine Seite ihres Kopfes legte und ein aufgerolltes Leintuch auf die andere, damit seine Frau „leichter ruhen könne“. Außerdem band er ihr einen großen Schal um den Hals und erklärte weinend, dass es Zonas Lieblingstuch gewesen sei.

## Geistererscheinung
Vor der Beisetzung nahm ihre Mutter den Schal an sich und wusch ihn, weil sie einen merkwürdigen Geruch daran bemerkte. Als sie das Tuch eintauchte, färbte sich erst das Wasser rot, dann nahm der Schal dauerhaft eine rosa Farbe an; für Zonas Mutter ein Zeichen, dass ihre Tochter ermordet worden war. Vier Wochen betete sie in der Hoffnung, Zona solle zu ihr zurückkehren und die Ereignisse aufklären. Der örtlichen Legende folgend erschien Zonas Geist vier Wochen nach der Beerdigung und berichtete ihrer Mutter von der Grausamkeit Shues, der sie in einem Wutanfall getötet hätte, indem er ihr das Genick brach, weil sie kein Fleisch zum Abendessen zubereitet hätte. Zum Beweis drehte der Geist den Kopf, bis er nach hinten gerichtet war. Angeblich erschien der Geist vier Nächte lang, zuerst als helles Licht, bevor er allmählich Gestalt annahm und zugleich den Raum mit Kälte erfüllte. 

## Ermittlungen
Daraufhin überredete Mary Jane Heaster den örtlichen Staatsanwalt John Alfred Preston, die Todesursache ihrer Tochter zu überprüfen. Es ist nicht bekannt, ob er ihrer Geisterschilderung Glauben schenkte oder auf die Meinung zahlreicher Einheimischer reagierte, die einen Mord an Zona vermuteten, aber er ordnete eine Ermittlung an, in deren Verlauf unter anderem die Trauergäste befragt wurden. Preston selbst sprach mit Dr. Knapp, der erklärte, er habe keine vollständige Untersuchung des Körpers durchgeführt. Daraufhin wurde eine Exhumierung angeordnet und eine Untersuchungskommission gebildet. Am 22. Februar 1897 fand im örtlichen Schulgebäude die Obduktion statt, trotz erheblichen Protests des Ehemannes, der geäußert haben soll, er wisse, dass er verhaftet werden würde, aber dass niemand seine Schuld beweisen könne. Der am 9. März 1897 veröffentlichte Bericht der dreistündigen Autopsie nennt einen Genickbruch zwischen dem ersten und zweiten Halswirbel, Bänderrisse, eine zerquetschte Luftröhre sowie Blutergüsse am Hals als Anzeichen, dass das Opfer erwürgt worden sei.
In Folge wurde Shue wegen Mordverdachts im Gefängnis von Lewisburg inhaftiert. Die Ermittlungen ergaben, dass Shue bereits zweimal zuvor verheiratet gewesen war. Die erste Ehe wurde 1889 wegen großer Grausamkeit gegen seine Frau Allie Estelline Cutlip geschieden, während Shue wegen Pferdediebstahls im Gefängnis war; seine zweite Frau Lucy Ann Tritt starb 1894 unter ungeklärten Umständen acht Monate nach der Heirat. Die Verhandlung begann am 22. Juni 1897 mit Mary Jane Heaster als Hauptzeugin. Preston beschränkte die Befragung auf die Fakten und umging Fragen ihrer gespenstischen Sichtungen. Vermutlich in der Hoffnung, ihre Glaubwürdigkeit herabzusetzen, befragte Shues Anwalt sie im Kreuzverhör ausführlich zu der Geisterscheinung ihrer Tochter. Obwohl das Gericht die Jury anwies, diesen Aspekt zu ignorieren, schenkten viele der Anwesenden der Schilderung Glauben. Am 11. Juli wurde Shue wegen Mordes an seiner Frau zu lebenslanger Haft verurteilt und am 14. Juli ins West Virginia State Penitentiary in Moundsville überstellt.
Er starb am 13. März 1900 an einer unbekannten Epidemie und wurde in einem unmarkierten Grab auf dem örtlichen Friedhof begraben. Mary Jane Heaster starb im September 1916. Sie hielt zeit ihres Lebens an der Schilderung vom Erscheinen des Geistes fest, der nie wieder gesehen wurde.

## Gedenken
Der Staat von West Virginia ließ eine Gedenkplakette in der Nähe von Zonas Grab aufstellen mit dem Text

Interred in nearby cemetery is Zona Heaster Shue. Her death in 1897 was presumed natural until her spirit appeared to her mother to describe how she was killed by her husband Edward. Autopsy on the exhumed body verified the apparition’s account. Edward, found guilty of murder, was sentenced to the state prison. Only known case in which testimony from a ghost helped convict a murderer.

(„Beerdigt auf dem nahe gelegenen Friedhof ist Zona Heaster Shue. Ihr Tod im Jahre 1897 wurde als natürlich angenommen, bis ihrer Mutter ihr Geist erschien, um zu beschreiben, wie sie von ihrem Mann Edward getötet wurde. Die Autopsie des exhumierten Körpers bestätigte die Aussage des Geistes. Edward, schuldig wegen Mordes, wurde zu Gefängnishaft verurteilt. Dies ist der einzige bekannte Fall, in dem die Aussage eines Geistes half, einen Mörder zu verurteilen.“)
Die Geschichte des Greenbrier Ghosts wurde für zwei Bühnenstücke adaptiert. Jan Buttrams Stück Zona wurde 1998 vom Greenbrier Valley Theatre produziert. The Greenbrier Ghost, eine musikalische Umsetzung, wurde von Cathey Sawyer (Buch und Texte) und Joe Buttram (Musik) produziert und 2003, 2004, 2009 und 2013 am Greenbrier Valley Theatre aufgeführt.